# Эльцин, Борис Михайлович
Бори́с Миха́йлович Э́льцин (30 мая 1876, Звенигородка, Киевская губерния — 27 ноября 1937) — российский революционер, публицист и врач, действовал в основном в Башкирии.

## Биография
Сын звенигородского уездного казённого раввина (20 ноября 1870 — 14 октября 1888) Михеля Иосифовича (Михаила Осиповича) Эльцина (1844—?), выпускника Житомирского раввинского училища, с 1894 года учителя «Закона божия иудейского вероучения» Одесского 6-классного городского училища имени В. Н. Лигина. В 1898 году окончил естественное отделение Императорского Новороссийского университета в Одессе, в 1907 году — медицинское отделение того же университета. С 1897 года состоял в РСДРП. До 1910 года работал земским врачом в селе Берёзово Николаевского уезда Самарской губернии. За революционную деятельность в 1910 году сослан в Уфимскую губернию, где работал санитарным врачом губернского земства в Белебее и Бирске, руководил санитарным бюро Уфимского губернского земства, продолжал революционную деятельность, примыкал к большевикам. В 1917 году — гласный уфимской городской думы, член комитета РСДРП, исполкома совета рабочих и солдатских депутатов и уфимского губревкома, кандидат в Учредительное собрание от большевиков (не прошёл). Разночинец.
С апреля 1918 года — председатель Уфимского Губсовнаркома, занимался национализацией башкирских заводов, вместе с председателем губкома РКП(б) и комиссаром по продовольствию А. Д. Цюрупой использовал созданные военным комиссаром Уфы Э. С. Кадомцевым боевые дружины для «выкачивания» хлеба у казаков: почти каждый день они посылали Ленину в Москву эшелон с хлебом (это вызвало восстание Дутова). При этом Эльцин противопоставлял народным дружинам Кадомцева мусульманских националистов, допустил формирование их вооруженных отрядов под зелёным знаменем ислама и лозунгом «бей гяуров» (но выступить против дружин Кадомцева они не решились) и добивался проведения линии Троцкого на централизованное административное управление воинскими формированиями: боевые дружины Кадомцева были построены по принципу народного ополчения — с выборными командирами, что противоречило декрету ВЦИК от 22 апреля 1918 г. о назначении командиров военным наркомом Троцким. Эльцин написал Ленину, что Э. Кадомцев саботирует создание Красной Армии, тогда от Троцкого прибыла комиссия, которая объявила эти отряды (организованные профессиональным военным Кадомцевым) дилетантщиной и партизанщиной, Кадомцева отстранили, а на его место поставили эмиссара Троцкого.
После восстания Чехословацкого корпуса в мае 1918 года Эльцин выступал за отход большевиков из Уфы — чтобы дать возможность чехословакам «мирно» вернуться домой. В июне 1918 переехал в Москву, и Ленин назначил его членом ВЦИК и коллегии НКВД. Был заместителем наркома НКВД РСФСР. Обращался к Ленину с предложением ужесточить режим, на что Ленин директировал ему впредь не предлагать изменений Конституции и «всякие мысли об усилении диктатуры пролетариата оставить». После возвращения большевиков в Уфу в январе 1919 году Ленин выдал ему мандат председателя уфимского губревкома и губисполкома, уполномоченного организовать советскую власть в Башкирии. Выступал против образования Татаро-Башкирской республики, встречался по этому вопросу с Лениным во время 9 съезда РКП(б) (апрель 1920). При восстановлении заводов в Башкирии проводил политику, критиковавшуюся Лениным, снят с должностей в 1920 году. После этого работал в Наркомате социального обеспечения Украины, правлении Главполитпросвета, Госплане РСФСР. Троцкий называет его в числе лиц, составлявших «костяк партии» (Ленин тоже относил его к числу «ответственных советских работников», наряду с такими, как Цюрупа, Брюханов и другие, но выражал некоторые сомнения в его объективности).
В 1920-е годы написал несколько работ в области социальной гигиены и эпидемиологии. На протяжении 1920-х годов занимался публицистикой: в частности, под его редакцией вышли пять изданий «Политического словаря» (краткое научно-популярное толкование слов, 1922—1927).
С 1923 года принадлежал к левой оппозиции, подписал «заявление 46» в Политбюро ЦК РКП(б), за что в 1927 году был исключён из партии и в начале 1928 года сослан в Усть-Вымь. В 1929 году был арестован и помещён в Суздальский политизолятор.
В середине 1930-х годов находился в оренбургской ссылке. В 1936 году был в очередной раз арестован и вместе с сотнями оппозиционеров отправлен в Севвостлаг. Один из организаторов протестов и голодовки политзаключённых в Магадане в 1936 году. 19 сентября 1937 года был приговорён тройкой при УНКВД по Дальстрою к расстрелу по обвинению в «контрреволюционной троцкистской деятельности» и 27 ноября расстрелян.
По последнему приговору был реабилитирован 23 ноября 1956 года.
К оппозиции принадлежали и его сыновья — Виктор (1899 — 01.03.1938), расстрелянный в Ухтпечлаге в Воркуте, и рано умерший от туберкулёза Иосиф, а также дочь Вера.

## Публикации
- Б. Эльцин. Объяснения к диаграммам развития земской медицины в уезде. Бирск, 1913. — 41 с.
- Б. Эльцин. Краткий обзор состояния земской медицины в Бирском уезде за 1913 год. Уфа: Бирская уездная земская управа, типолитография О. Г. Соловьёва, 1914. — 84 с.
- Б. Эльцин. Опыт борьбы с холерной эпидемией 1910 года в Уфимской губернии // Труды совещания представителей врачебных и общественных организаций Уфимской губернии по вопросам о мерах борьбы с эпидемиями 3—5 марта 1915 года. Уфа, 1915.
- Б. Эльцин. Для чего нужны и как устраивать ясли-приюты в деревнях Уфимской губернии. Уфа: Электротипография «Печать», 1916. — 24 с.
- Б. Эльцин. Октябрьская революция и перспективы социального обеспечения. М.: Государственное издательство, 1921. — 13 с.
- Политический словарь. Краткое научно-популярное толкование слов / Под общей редакцией Б. М. Эльцина. М.: Главполитпросвет, 1922. — 356 с.; Курск: Агитотдел Губкома РКП, 1922. — 172 с.; 2-е изд., доп. и испр. — М.—Л.: Красная Новь, 1924. — 400 с.; 3-е изд., испр. и доп. — Л.: Прибой, 1925. — 432 с.; 4-е изд., доп. и изм. — Л.: Прибой, 1927. — 348 с.
- Б. М. Эльцин. Дни октябрьского переворота на Южном Урале и в Уфе // Пролетарская революция, 1922.
- В. К. Сережников. Чтец-декламатор: Революционный сборник / Под ред. В. Максимовского и Б. Эльцина. М.: Красная новь, 1923. — 608 с.